# Медвежьи Озёра (деревня)
Медвежьи Озёра — деревня в городском округе Щёлково Московской области России.

## География
Деревня находится к северо-востоку от Москвы, на Щёлковском шоссе А103.
Граничит с деревней Долгое Лёдово и посёлком Новый Городок.
Расстояние до МКАД составляет 11 км езды по Щёлковскому шоссе, до райцентра — 9 км.
В деревне 14 улиц — Берег Озера, Береговая, Дачная, Лесная, Луговая, Ольховая, Приозерная, Радужная, Садовая, Советская, Сосновая, Центральная, Школьная и Юбилейная, ГСК «Красный Луч», также приписано 19 садоводческих товариществ (СНТ).
В деревне останавливается множество автобусов и маршрутных такси, следующих из Москвы (м. Щёлковская) в различные населённые пункты области.

## Население
| 1852  | 1859 | 1869 | 1899 | 1926 | 2002  | 2006  | 2010  |
| ----- | ---- | ---- | ---- | ---- | ----- | ----- | ----- |
| 384   | ↗410 | ↗460 | ↘187 | ↗461 | ↗2326 | ↘2278 | ↗4154 |
| 2021  |      |      |      |      |       |       |       |
| ↗5425 |      |      |      |      |       |       |       |

## История
Медвежьи озёра — так 600 лет назад[уточнить] называлась обширная территория, принадлежавшая Великому князю и расположенная вокруг Верхнего и Нижнего Медвежьих озёр.
В 1370-х годах монах Афанасий, один из старцев московского Симонова монастыря, недалеко от этих двух озёр устроил монастырёк-пустыньку Спаса Преображения. Рядом с монастырем появилось и селение, получившее по озёрам название Медвежье, а затем и полное название Медвежьи Озёра. Более 300 лет оно было владением Симонова монастыря.
После этого им владел Александр Данилович Меншиков, после опалы которого имения были возвращены в казну.
В Ревизских сказках 1748 года деревня приписана к дворцовому селу Измайлову. Тогда в деревне было 67 душ.
При межевании 1767 года оно значится, как и многие бывшие монастырские владения, в ведении Экономической коллегии. В «Экономических примечаниях к Генеральному межеванию» отмечено особо, что крестьяне селения «ткут шелковые платки, кушаки и материи» и продают их в Москве.
В середине XIX века деревня Медвежьи Озёры относилась ко 2-му стану Богородского уезда Московской губернии и принадлежала департаменту государственных имуществ. В деревне было 45 дворов, крестьян 167 душ мужского пола и 217 душ женского и шелковая фабрика купца Сонова.
В «Списке населённых мест» 1862 года Озёра Медвежьи — казенная деревня 2-го стана Богородского уезда Московской губернии на Стромынском тракте (из Москвы в Киржач), в 25 верстах от уездного города и 8 верстах от становой квартиры, при озере, с 50 дворами и 410 жителями (180 мужчин, 230 женщин).
По данным на 1869 год — деревня Осеевской волости 3-го стана Богородского уезда с 90 дворами, 94 деревянными домами, запасным хлебным магазином, тремя лавками, питейным домом, постоялым двором и харчевней и 460 жителями (209 мужчин, 251 женщина), из них 20 грамотных мужчин. Имелось 32 лошади, 37 единиц рогатого скота и 9 единиц мелкого, земли было 670 десятин, в том числе 171 десятина пахотной.
В 1913 году — 90 дворов и земское училище.
По материалам Всесоюзной переписи населения 1926 года — деревня, центр Медвежьеозёрского сельсовета Щёлковской волости Московского уезда на Стромынском шоссе и в 7,5 км от станции Щелково Северной железной дороги, проживал 461 житель (234 мужчины, 227 женщин), насчитывалось 94 хозяйства (91 крестьянское), имелась школа 1-й ступени.
В 2004 году в состав деревни включен посёлок совхоза «Красный Луч».
В 1994—2006 годах д. Медвежьи Озёра — центр Медвежье-Озёрского сельского округа.
До 9 января 2019 года была административным центром сельского поселения Медвежье-Озёрское  в Щёлковском муниципальном районе. 
До 2019 года входила в состав Щёлковского района.